# Дуббельс, Хендрик
Хендрик Якобс Дуббельс (нидерл. Hendrick Jacobsz Dubbels; 1621, Амстердам — 1707, Амстердам) — голландский живописец-пейзажист, маринист Золотого века голландскoй живописи, специализировавшийся также на зимних пейзажах.

## Биография
Хендрик Якобс Дуббельс был сыном огранщика алмазов в Амстердаме. Он был крещён в Аудекерк (Старой церкви) 2 мая 1621 года. О его дальнейшей жизни известно немного; у него было две сестры Ребекка и Сусанна, а также брат Давид; его дядя был ювелиром на улице Синт-Антонисбрестраат в Амстердаме. В 1649 году отец купил дом на Харлеммерстраат.
Хендрик Дуббельс женился на Янетье Клуфф в августе 1651 года в Бодегравене.
В декабре 1652 года его жена умерла. В 1656 году он снова женился на Анне де Хес. В семье было пятеро детей. Дуббельс вместе с братом и шурином владел яхтой на Амстеле. Хендрик Дуббельс был владельцем магазина. Его братья Давид и Якобс, торговцы сахаром, были объявлены банкротами незадолго до Второй английской войны. Совместное имущество братьев было продано.
Самая ранняя известная работа Дуббельса — рисунок 1641 года. Его марины (морские пейзажи) были созданы под воздействием работ Яна Порселлиса, а позднее — Симона де Влигера, который нанял его в свою мастерскую, где осуществлялось серийное производство картин.
Через Влигера, которого он превзошёл в мастерстве использования цвета, Дуббельс познакомился с Яном ван де Каппелем и Виллемом ван де Велде Младшим. Вскоре он написал свои лучшие работы: корабли с поднятыми парусами и зимние пейзажи с тёмными силуэтами. В его мастерской работали многие помощники и другие художники, с которыми он писал картины совместно: Иоганн Лингельбах, Виллем ван де Вельде Старший и его сын Виллем Ван де Велде Младший. До конца столетия Дуббельс, в то время старейший в амстердамской гильдии, также работал с Абрахамом Сторком и Людольфом Бакхёйзеном.
В последние годы Хендрик Дуббельс столкнулся с финансовыми трудностями и даже отказался от живописи. Скончался в возрасте восьмидесяти шести лет в доме своего зятя на набережной реки Сингел, недалеко от латинской школы. Похоронен 20 октября 1707 года в капелле «Новый юг» (Nieuw Zuid) в Амстердаме, в нескольких шагах от своего магазина и дома.
Его произведения хранятся в музеях Прадо, Лувра, Национальной галерее в Лондоне и Национальном морском музее в Гринвиче. Последователем Хендрика Дуббельса был Иеронимус ван Дист.

## Галерея

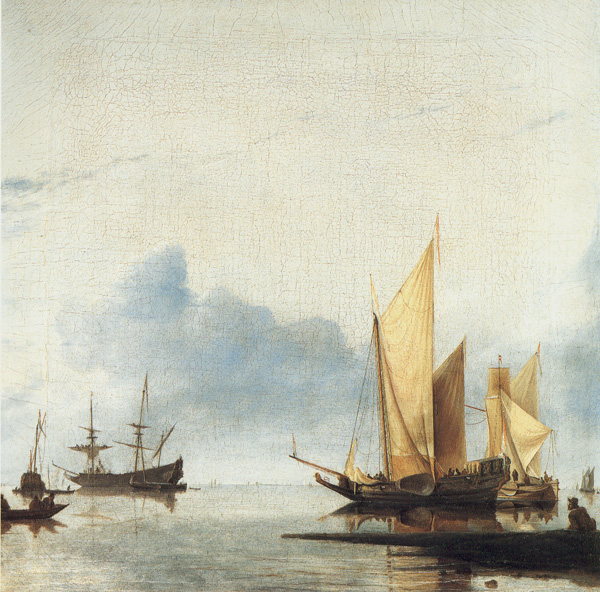
Голландская яхта и другие суда у побережья. Между 1660 и 1670. Холст, масло. Национальная галерея, Лондон
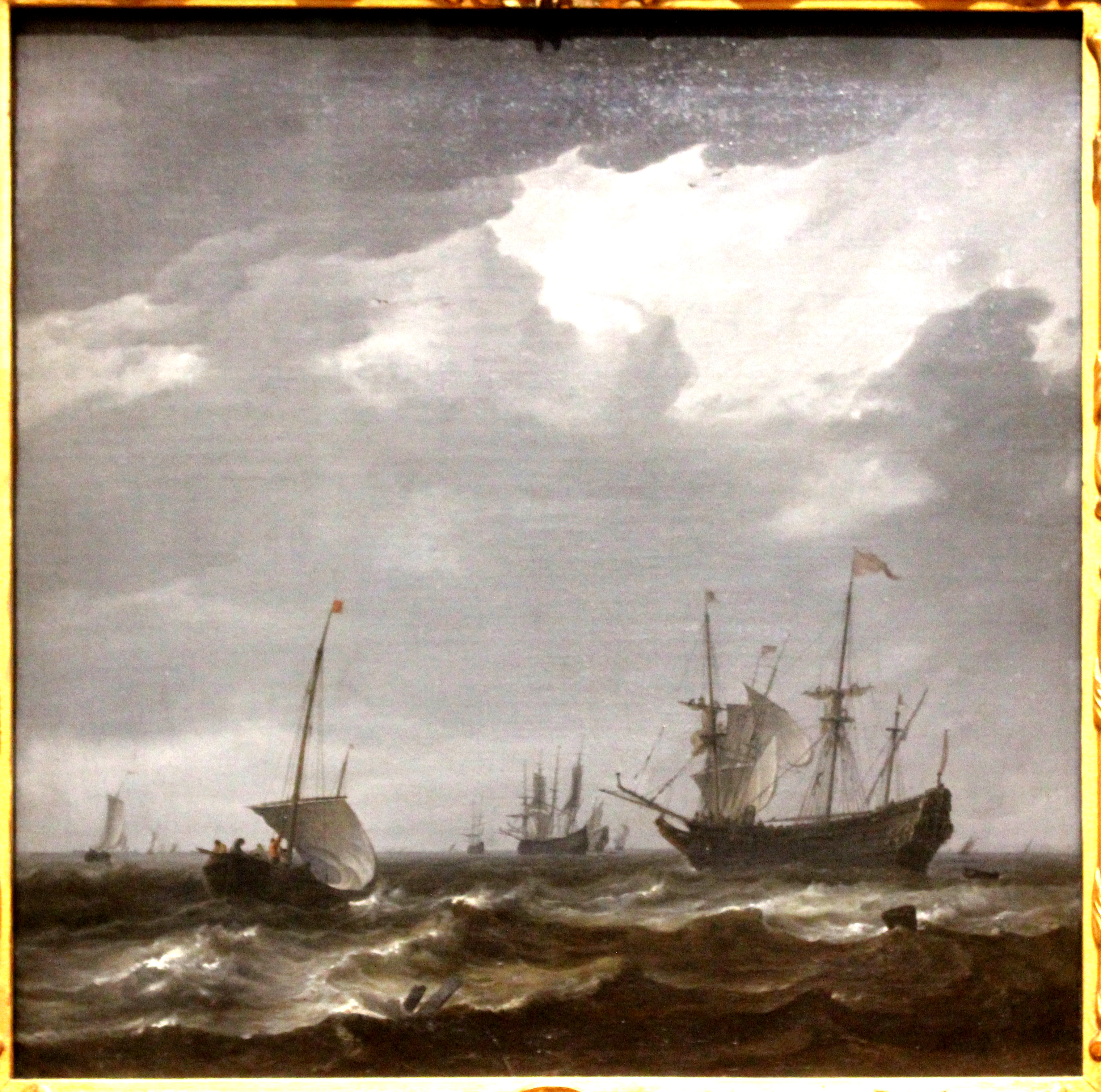
Морской пейзаж. 1655—1660. Холст, масло. Галерея старых мастеров, Дрезден
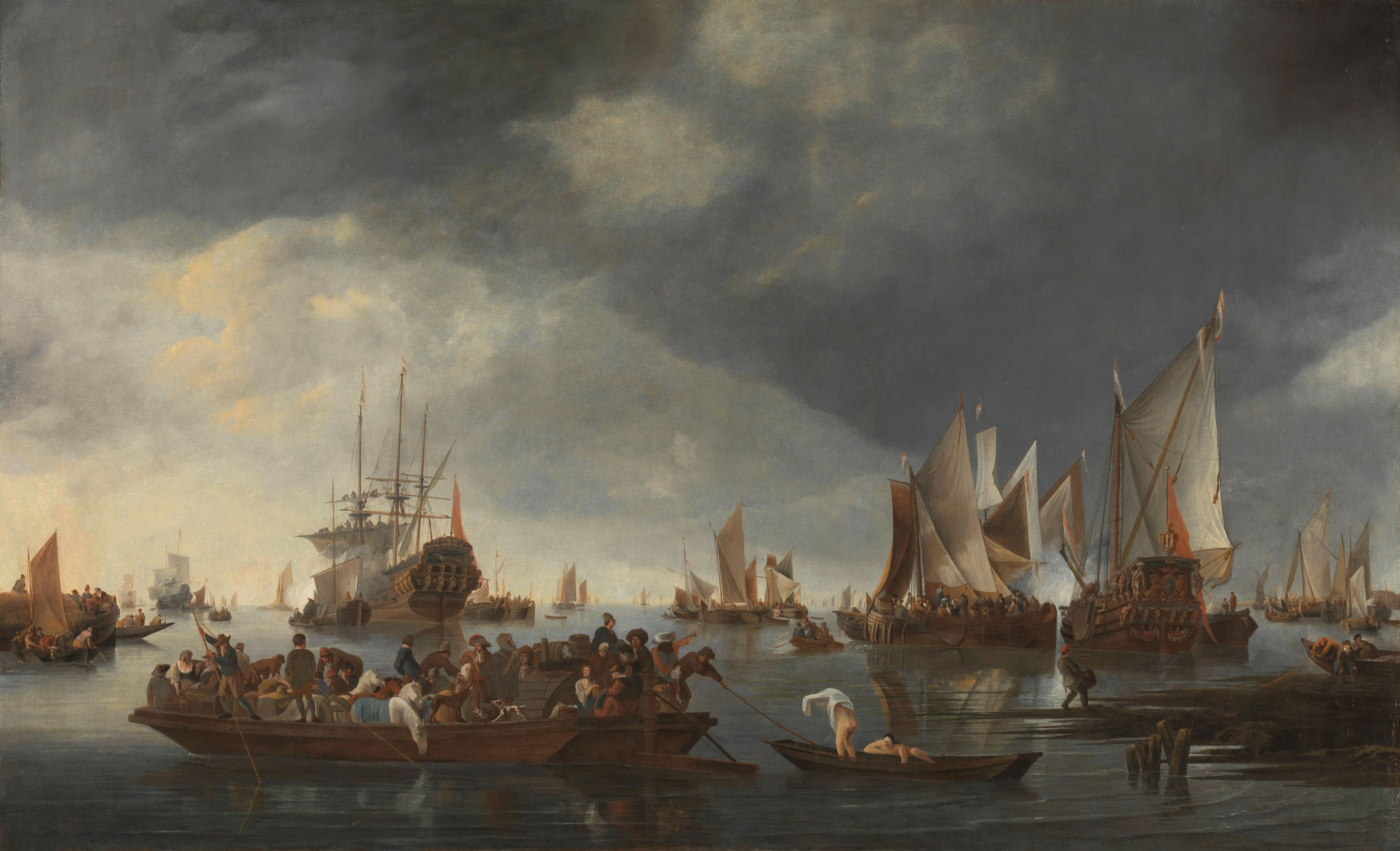
Гавань с парусными судами и паромом. Между 1650 и 1675. Холст, масло. Рейксмюсеум, Амстердам
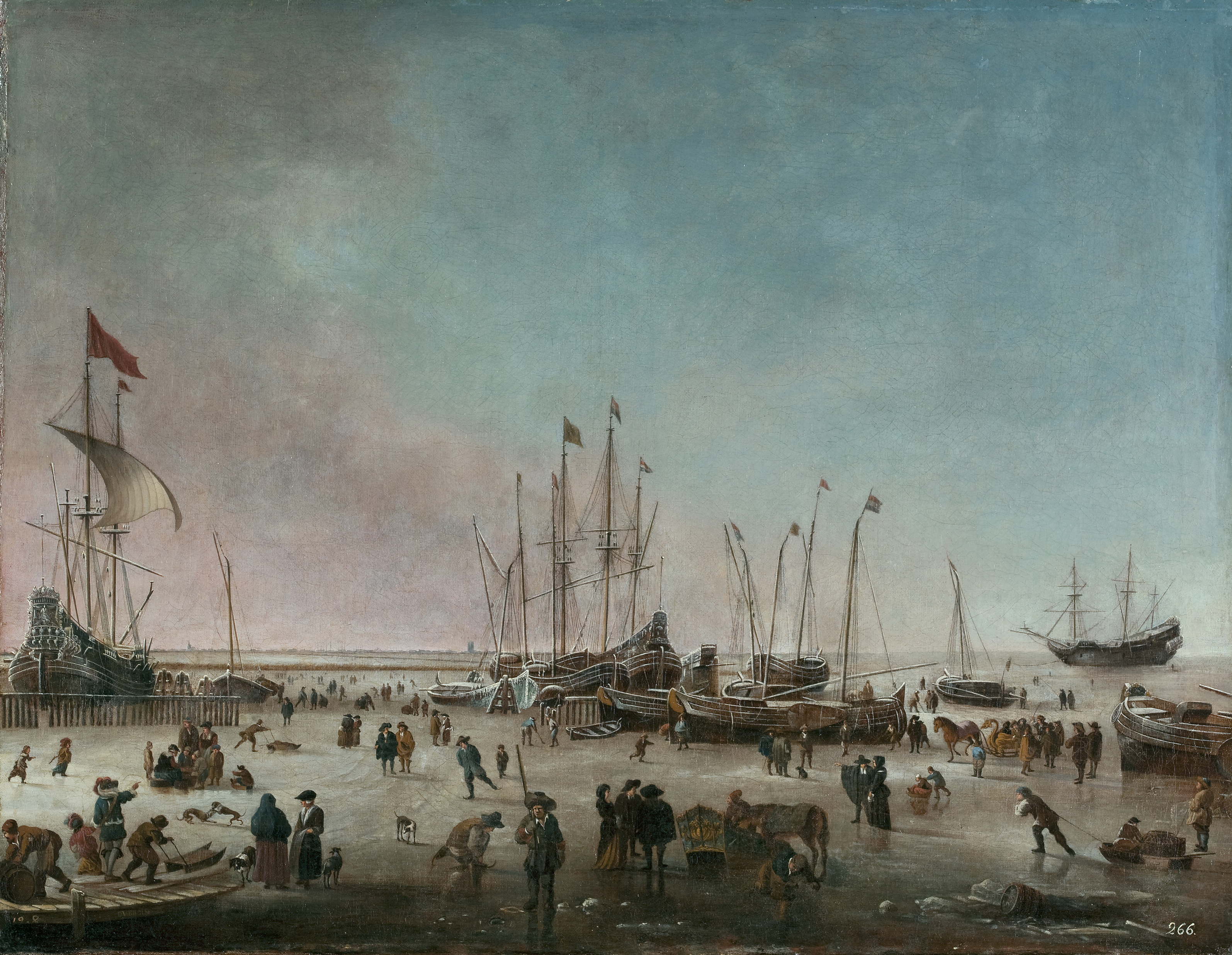
Порт Амстердама зимой. Ок. 1660. Холст, масло. Прадо, Мадрид
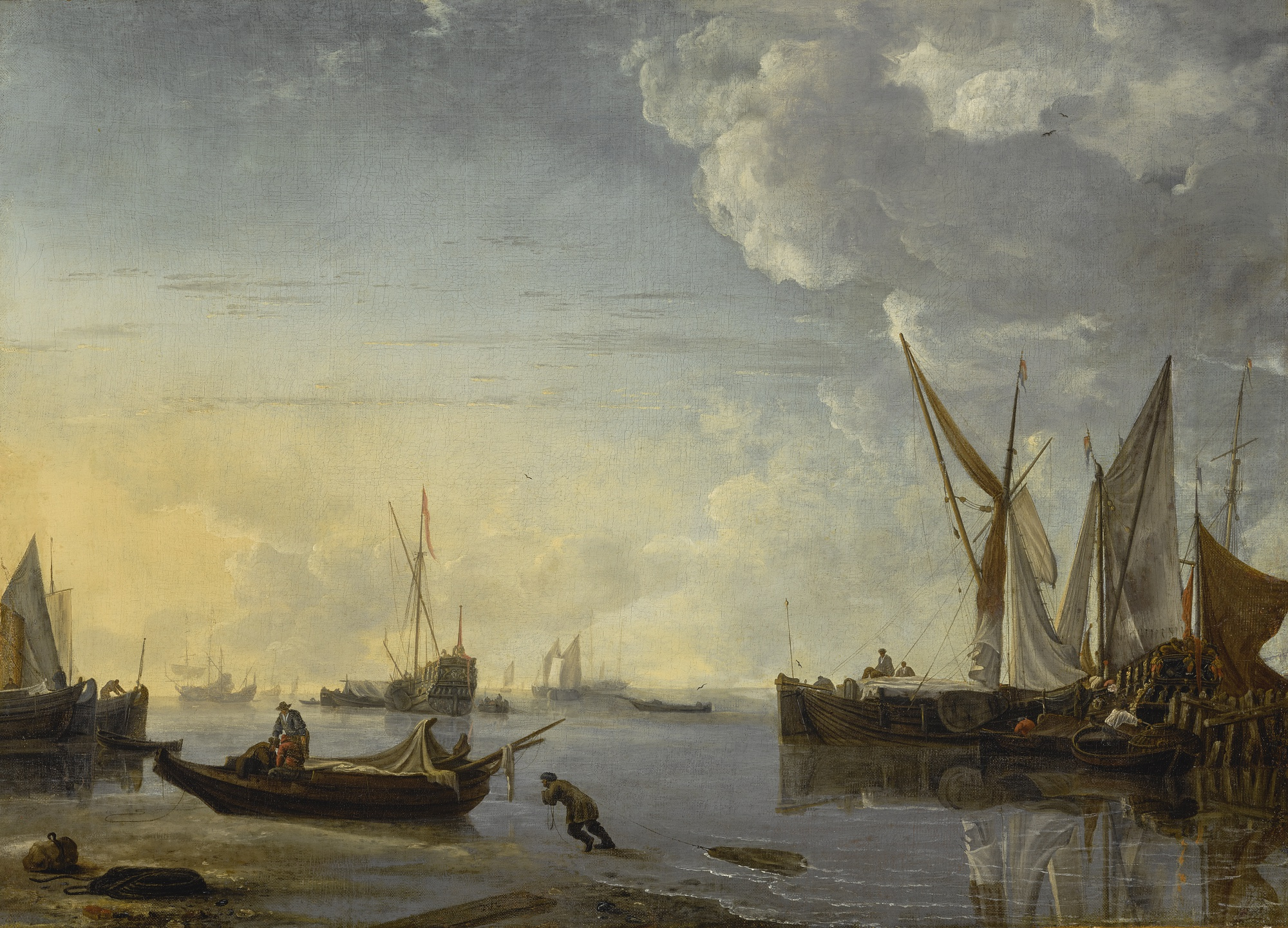
Разгрузка кораблей в штиль на закате. Ок. 1655. Холст, масло. Частное собрание
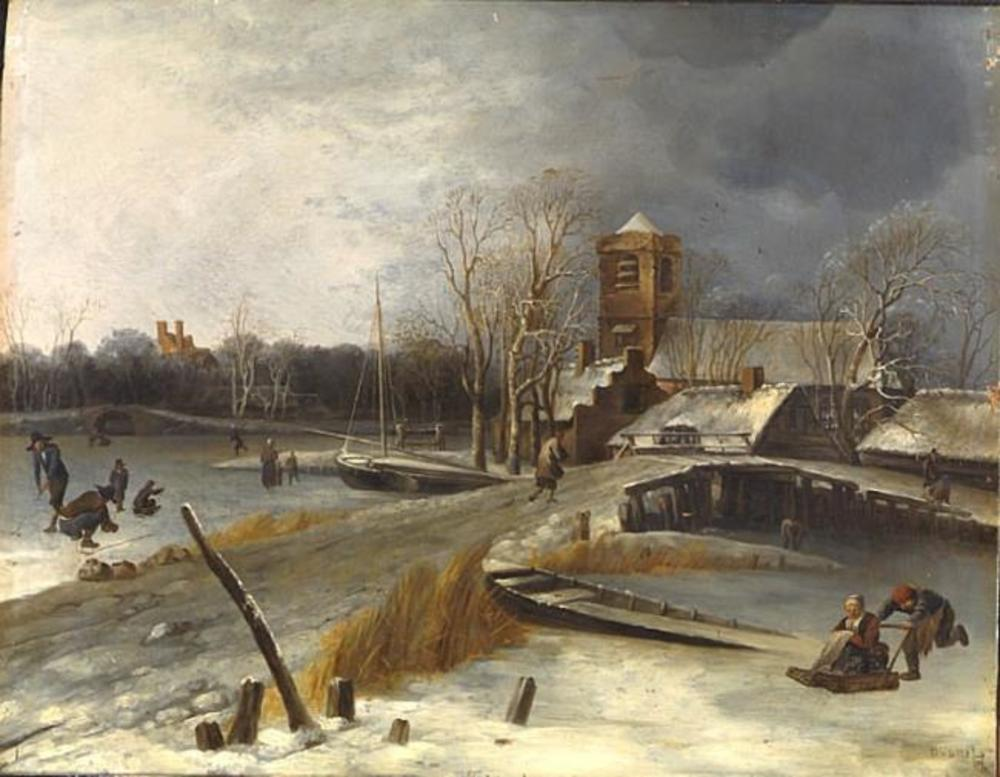
Зимний пейзаж. Между 1656 и 1755. Дерево, масло. Национальный музей изобразительных искусств, Стокгольм
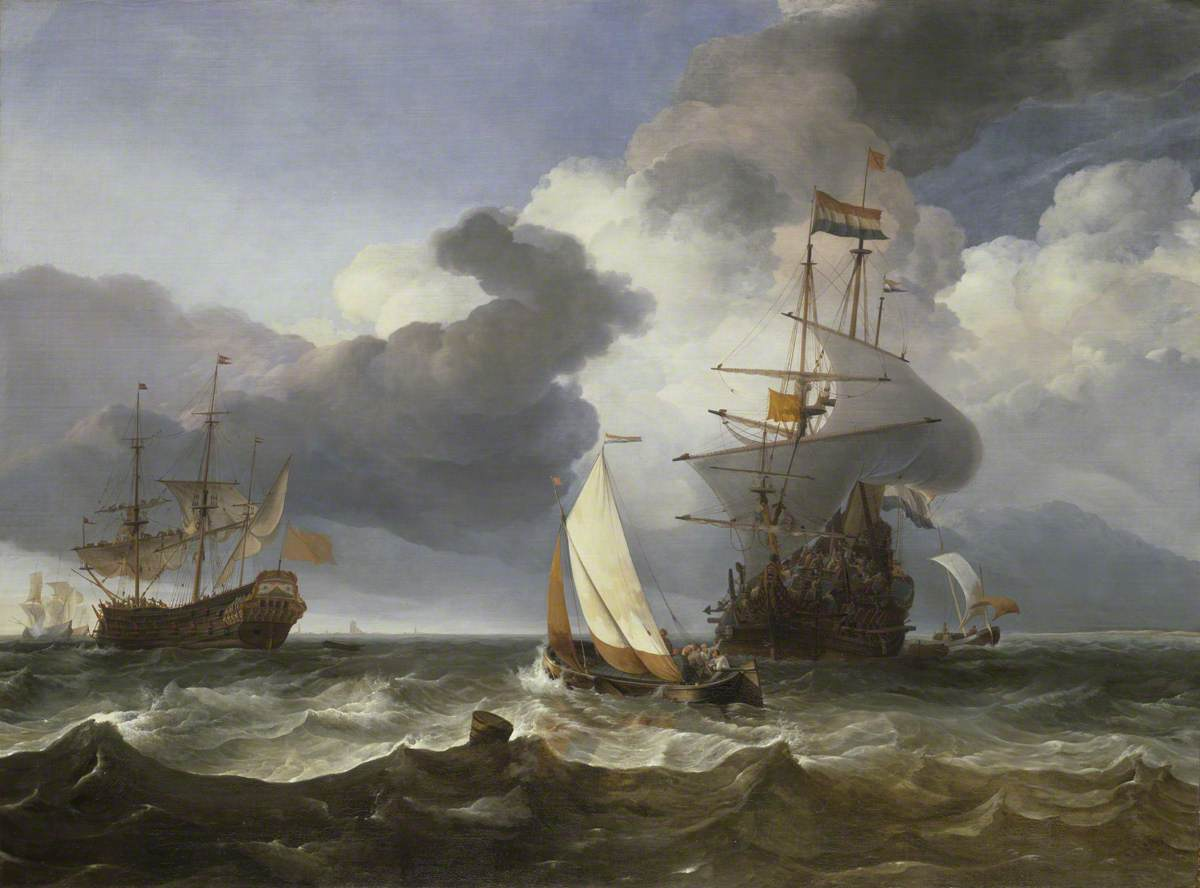
Малый корабль с двумя голландскими Ост-Индской компании встаёт на якорь. Ок. 1670. Холст, масло. Королевские музеи, Гринвич
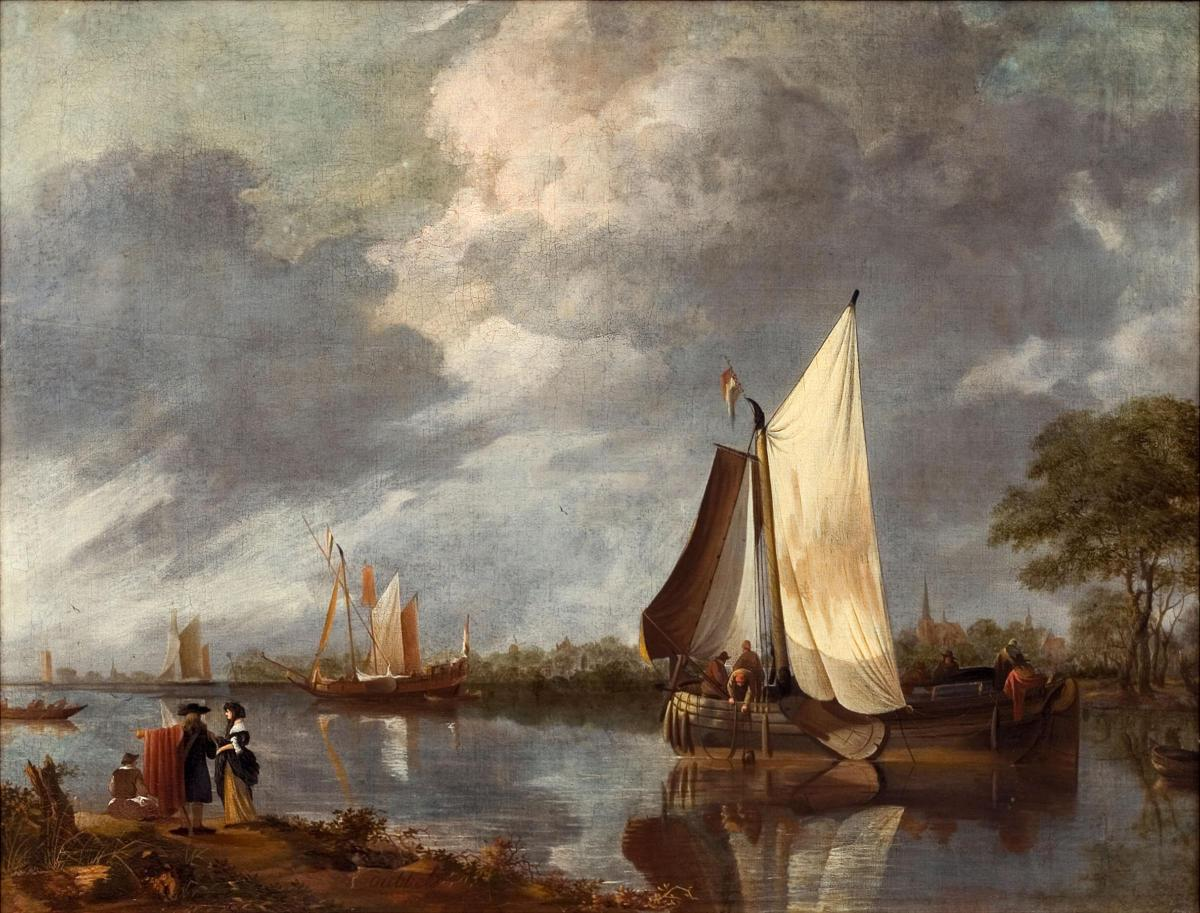
Вид на реку ночью. Частное собрание